# رشاد فرج
رشاد فرج (1 يناير 1930 - 7 فبراير 2015) ممثل مصري من مواليد 1 يناير 1930. كانت مشاركاته في التلفزيون والسينما من بداية السبعينيات وتوالت حتى عام 2002  واختفى من الساحة الفنية حتى تاريخ وفاته في 7 فبراير 2015.
بلغ مجموع أعماله حوالي 55  بين السينما والتلفزيون كان أهمها:
فيلم «درب الجدعان» للمخرج أحمد ثروت عام 1992.
فيلم «الاب الثائر» للمخرج طارق النهري عام 1988.
فيلم «رجل في عيون امرأة» للمخرج جمال عمار عام 1987 (قام بدور فرج)
فيلم «امرأة من نار» للمخرج أحمد ثروت عام 1987 (قام بدور القط)
فيلم «الإنتقام» للمخرج فايق إسماعيل عام 1986 (قام بدور مفتح)
فيلم «عمل إيه الحب في بابا» للمخرج ناصر حسين عام 1980 (قام بدور فرج)

## أعماله
- 1980: عمل إيه الحب في بابا.

## وصلات خارجية
https://elcinema.com/person/1029090 رشاد فرج
https://dhliz.com/artist/LvHBKBgI8dA/ رشاد فرج
https://www.imdb.com/name/nm8983641/?ref_=nv_sr_srsg_0 رشاد فرج
https://karohat.com/Person/c2889e0b-8248-46d1-be1f-9dfcc1ed7492 رشاد فرج